# Station Brugelette
Station Brugelette is een spoorwegstation langs spoorlijn 90 (Jurbeke - Aat - Denderleeuw) in de gemeente Brugelette. Het is nu een stopplaats.

## Treindienst
| Serie       | Treinsoort          | Route                                                                            | Bijzonderheden                                                                      |
| ----------- | ------------------- | -------------------------------------------------------------------------------- | ----------------------------------------------------------------------------------- |
| L 4850      | L-trein (NMBS)      | Geraardsbergen – Aat – Brugelette – Bergen – [ Doornik – Moeskroen ] / [ Quévy ] | Rijdt op werkdagen Geraardsbergen-Moeskroen. Rijdt in weekends Geraardsbergen-Quèvy |
| P 7580/8580 | Piekuurtrein (NMBS) | Aat – Brugelette – Bergen – Doornik                                              | Rijdt alleen op werkdagen. Een trein verder naar Doornik.                           |

## Reizigerstellingen
De grafiek en tabel geven het gemiddeld aantal instappende reizigers weer op een week-, zater- en zondag.
| Tabel: aantal instappende reizigers station Brugelette | Tabel: aantal instappende reizigers station Brugelette | Tabel: aantal instappende reizigers station Brugelette | Tabel: aantal instappende reizigers station Brugelette |
|                                                        | Weekdag                                                | Zaterdag                                               | Zondag                                                 |
| ------------------------------------------------------ | ------------------------------------------------------ | ------------------------------------------------------ | ------------------------------------------------------ |
| 1977                                                   | 259                                                    | 66                                                     | 31                                                     |
| 1978                                                   | 237                                                    | 67                                                     | 31                                                     |
| 1979                                                   | 233                                                    | 74                                                     | 36                                                     |
| 1980                                                   | 234                                                    | 39                                                     | 33                                                     |
| 1981                                                   | 295                                                    | 41                                                     | 37                                                     |
| 1982                                                   | 300                                                    | 20                                                     | 24                                                     |
| 1983                                                   | 275                                                    | 10                                                     | 10                                                     |
| 1984                                                   | 299                                                    | 27                                                     | 29                                                     |
| 1985                                                   | 298                                                    | 50                                                     | 26                                                     |
| 1986                                                   | 324                                                    | 49                                                     | 25                                                     |
| 1987                                                   | 296                                                    | 63                                                     | 41                                                     |
| 1988                                                   | 279                                                    | 41                                                     | 39                                                     |
| 1989                                                   | 356                                                    | 53                                                     | 44                                                     |
| 1990                                                   | 227                                                    | 50                                                     | 22                                                     |
| 1991                                                   | 282                                                    | 41                                                     | 27                                                     |
| 1992                                                   | 304                                                    | 45                                                     | 27                                                     |
| 1993                                                   | 325                                                    | 44                                                     | 41                                                     |
| 1994                                                   | 321                                                    | 58                                                     | 34                                                     |
| 1995                                                   | 286                                                    | 78                                                     | 32                                                     |
| 1996                                                   | 293                                                    | 37                                                     | 42                                                     |
| 1997                                                   | 265                                                    | 35                                                     | 30                                                     |
| 1998                                                   | 258                                                    | 43                                                     | 33                                                     |
| 1999                                                   | 201                                                    | 42                                                     | 24                                                     |
| 2000                                                   | 224                                                    | 30                                                     | 39                                                     |
| 2001                                                   | 238                                                    | 34                                                     | 26                                                     |
| 2002                                                   | 214                                                    | 31                                                     | 28                                                     |
| 2003                                                   | 215                                                    | 48                                                     | 26                                                     |
| 2004                                                   | 202                                                    | 26                                                     | 20                                                     |
| 2005                                                   | 231                                                    | 43                                                     | 28                                                     |
| 2006                                                   | 220                                                    | 34                                                     | 34                                                     |
| 2007                                                   | 224                                                    | 60                                                     | 50                                                     |
| 2008                                                   | -                                                      | -                                                      | -                                                      |
| 2009                                                   | 215                                                    | 31                                                     | 30                                                     |
| 2010                                                   | -                                                      | -                                                      | -                                                      |
| 2011                                                   | -                                                      | -                                                      | -                                                      |
| 2012                                                   | 277                                                    | 48                                                     | 30                                                     |
| 2013                                                   | 311                                                    | 68                                                     | 56                                                     |
| 2014                                                   | 351                                                    | 46                                                     | 43                                                     |
| 2015                                                   | 229                                                    | 30                                                     | 24                                                     |
| 2016                                                   | 216                                                    | 20                                                     | 20                                                     |
| 2017                                                   | 279                                                    | 52                                                     | 20                                                     |
| 2018                                                   | 228                                                    | 71                                                     | 63                                                     |
| 2019                                                   | 294                                                    | 57                                                     | 45                                                     |
| 2020                                                   | 231                                                    | 29                                                     | 21                                                     |
| 2021                                                   | -                                                      | -                                                      | -                                                      |
| 2022                                                   | 425                                                    | 86                                                     | 80                                                     |
| 2023                                                   | 522                                                    | 166                                                    | 156                                                    |
| 2024                                                   | 544                                                    | 133                                                    | 93                                                     |

0,0: Denderleeuw ·
1,9: Iddergem ·
4,4: Okegem ·
7,5: Ninove ·
10,2: Eichem ·
12,1: Appelterre ·
13,4: Zandbergen ·
16,1: Idegem ·
17,8: Schendelbeke ·
21,7: Geraardsbergen ·
23,2: Overboelare ·
26,3: Acren · 
28,7: Lessen ·
29,8: Houraing ·
31,8: Papignies ·
33,5: La Cavée ·
35,4: Rebaix ·
39,9: Aat ·
42,1: Maffle ·
45,0: Mévergnies-Attre ·
46,5: Brugelette ·
48,3: Cambron-Casteau ·
52,1: Lens ·
55,6: Jurbeke ·
58,0: Erbisœul ·
66,7: Baudour ·
71,8: Saint-Ghislain